# Jan Franciszek Jełowicki
Jan Franciszek Bożeniec Jełowicki herbu własnego – łowczy wołyński w latach 1692-1710, miecznik wołyński w latach 1686-1692, chorąży chorągwi pancernej wojewody krakowskiego, starosta rasławski.
Jako poseł województwa wołyńskiego był uczestnikiem Walnej Rady Warszawskiej 1710 roku.